# Bakovići (Fojnica, BiH)
Bakovići su naseljeno mjesto u općini Fojnica, Federacija Bosne i Hercegovine, BiH.

## Stanovništvo

### Popisi 1971. – 1991.
| Bakovići           |              |              |              |
| godina popisa      | 1991.        | 1981.        | 1971.        |
| Hrvati             | 427 (43,17%) | 565 (63,48%) | 392 (90,11%) |
| Bošnjaci           | 10 (1,01%)   | 162 (18,20%) | 8 (1,83%)    |
| Srbi               | 2 (0,20%)    | 139 (15,61%) | 26 (5,97%)   |
| Jugoslaveni        | 10 (1,01%)   | 23 (2,58%)   | 0            |
| ostali i nepoznato | 540 (54,60%) | 1 (0,11%)    | 9 (2,06%)    |
| ukupno             | 989          | 890          | 435          |

### Popis 2013.
| Bakovići           |              |
| godina popisa      | 2013.        |
| Hrvati             | 475 (63,42%) |
| Bošnjaci           | 3 (0,40%)    |
| Srbi               | 3 (0,40%)    |
| ostali i nepoznato | 268 (35,78%) |
| ukupno             | 749          |

## Gospodarstvo
Zlato se u ovom kraju vadilo u davnini, ispiranjem riječnoga pijeska ili kopanjem.
Kao naselje Bakovići su nastali koncem 19. stoljeća u vrijeme otvaranja rudnika zlata.
U Bakovićima je bilo jedno od najpoznatijih nalazišta zlata i srebra u jugoistočnoj Europi. Suvremeni rudnik osnovan je 1885. godine. Prvi s koncesijom za ovaj rudnik bili su braća Došen. Osmanski kroničar Dursun-beg je došao s turskom vojskom. Zabilježio je da je analizom piritne rude ustanovljeno da je u toni rude 8 do 15 grama zlata. 1930-ih su koncesiju imali Englezi. Sagradili su mnogo objekata, poput hidrocentrale, uveli su telefon. Posao je dobilo sedamsto ljudi. Posao je rađen ručno, kopalo se, koristila su se kolica, a zlato i srebro bili su ispirani. U roku od pet godina iz rudnika je izvađeno više od dvije tone čistog zlata i sedam i pol tona srebra. Izvađeno zlato i srebro Englezi su odvozili u Englesku. Pred drugi svjetski rat Englezi napuštaju rudnik.
Nekada se dnevno vadilo i do 7 kg zlata. Prije rata je u rudniku radilo po 700 ljudi, a tu su bile velike barake, zgrade, kuće, cesta i telefon. Pred 1990-te je uništen. Tu su radili, dolazili i naseljavali se ljudi raznih struka s raznih mjesta. 2010-ih se razmatra ponovo aktiviranje rudnika, jer stručne analize daju zaključke da ovdje postoje nalazišta s oko pet tona rude iz koje se dobiva zlato i srebro.
Od starog eksploatacijskog područja ostali su simboli i mjesna prodaja. Pristupni ulazi u jame su zarasli, a rudnik je zapušten. Ostali su očuvani infrastrukturni objekti, poput kopova, tunela, jama. Iz jedne od jama teče potočić sa žutim talogom i ulijeva se u obližnju rječicu Gvožđanku. Na suprotnoj obali Gvožđanke je brdo jalovine koju su ostavili engleski koncesionari. Nalazi se odmah iza kuća gdje žive mještani. Već osamdeset godina na tom brdu skoro ništa nije izniklo.

## Vanjske poveznice
- Zavod Bakovići  Arhivirana inačica izvorne stranice od 8. travnja 2009. (Wayback Machine)